# سوارکاری در المپیک تابستانی ۱۹۵۶
سوارکاری در بازی‌های المپیک تابستانی ۱۹۵۶ نام رویداد ورزش سوارکاری در بازی‌های المپیک تابستانی بود که در سال ۱۹۵۶ برگزار شد.

## کشورهای شرکت کننده
ورزشکاران ۲۹ کشور در این مسابقات به رقابت با یک دیگر پرداختند.
| - آرژانتین - استرالیا - اتریش - بلژیک - برزیل - بلغارستان - کامبوج - کانادا - دانمارک - مصر |  | - فنلاند - فرانسه - بریتانیای کبیر - آلمان - مجارستان - ایرلند - ایتالیا - ژاپن - هلند |  | - نروژ - پرتغال - رومانی - اتحاد شوروی - اسپانیا - سوئد - سوئیس - ترکیه - ایالات متحده آمریکا - ونزوئلا |

## جدول مدال‌ها
| رتبه | کشور                 | طلا | نقره | برنز | مجموع |
| ۱    | سوئد (SWE)           | ۳   | ۰    | ۰    | ۳     |
| ۲    | تیم متحد آلمان (EUA) | ۲   | ۳    | ۱    | ۶     |
| ۳    | بریتانیای کبیر (GBR) | ۱   | ۰    | ۲    | ۳     |
| ۴    | ایتالیا (ITA)        | ۰   | ۲    | ۱    | ۳     |
| ۵    | دانمارک (DEN)        | ۰   | ۱    | ۰    | ۱     |
| ۶    | سوئیس (SUI)          | ۰   | ۰    | ۱    | ۱     |
| ۶    | کانادا (CAN)         | ۰   | ۰    | ۱    | ۱     |